# Energieverbrauch der Schweiz

Verbrauchsstatistik des 20. Jahrhunderts

Im Jahr 2022 umfasste der Energieverbrauch der Schweiz u. a. einen Endenergieverbrauch von rund 765'070 Terajoule (TJ). Ungefähr ein Drittel davon wurde im Verkehrssektor verbraucht.

## Energieträger

### Primärenergieträger
In der Schweiz werden u. a. folgende Primärenergieträger energetisch genutzt:
- Erdöl (deckt rund 50 % des Energiebedarfs)[5]
- Erdgas (deckt rund 15 % des Energiebedarfs)[6]
- Kohle
- Uran
- Wasserkraft
- Sonnenenergie
- Windenergie
- Biogasenergie
- Müll und Industrieabfälle
- Umgebungswärme

### Sekundärenergieträger
Zu den Sekundärenergieträgern gehören u. a.:
- Koks
- Benzin
- Heizöl
- Strom (deckt rund 25 % des Energiebedarfs)[7]
- Fernwärme

## Verbrauchsentwicklung

### Industrialisierung
Seit der industriellen Revolution im 19. Jahrhundert spielt die Energie eine immer wichtigere Rolle in der wirtschaftlichen und gesellschaftlichen Entwicklung. Während der Industrialisierung war Kohle von grösster Bedeutung. Die Bedeutung von Holz nahm stark ab.

### Erster und Zweiter Weltkrieg
Während des Ersten Weltkrieges wurde die Kohle knapp. Es wurde damals einheimische Kohle abgebaut, deren Vorkommen aber bescheiden war. Ähnlich war es im Zweiten Weltkrieg. In beiden Kriegen sank jeweils der gesamte Energieverbrauch. Die einheimischen Energieträger wie Wasser und Holz gewannen mehr an Bedeutung.
In der Zwischenkriegszeit kam die Erdölverwendung auf, welche im zweiten
Weltkrieg wegen unmöglichem Import fast wieder auf den Nullpunkt zurückging. 1929 erreichte die Kohle mit 94'010 TJ den Höhepunkt ihrer Verbrauchskarriere.

### Nachkriegszeit bis zur Erdölkrise
Nach dem Zweiten Weltkrieg erlebte der Erdölverbrauch einen Aufschwung. Damit stieg auch der gesamte Energieverbrauch enorm an. Dies lässt sich mit dem steigenden allgemeinen Wohlstand und mit dem Bevölkerungszuwachs erklären.
Ab 1969 wurde die Kernenergie kommerziell genutzt. Ursprünglich sollten auch Kohle- und ölthermische Kraftwerke gebaut werden. Diese Ideen stiessen aber aus Kosten- und Umweltgründen
auf heftigen Widerstand.
In den 70er Jahren wurde das Erdöl zum absolut dominierenden Energieträger. 1973 wurde mit 371'150 TJ der Höchststand beim Erdölverbrauch erreicht, seither nahm er kontinuierlich ab und der Anteil am Gesamtenergieverbrauch sank stark. In dieser Zeit stieg der Anteil der Kernbrennstoffe auf ca. 10 % Primärenergie.
Zur gleichen Zeit etwa begann man auch Erdgas zu verwenden. Bis dahin hatte man zwar auch schon Gase als Energieträger verwendet, wie das Stadtgas. Diese Gase waren aber sekundäre Energieträger, weil sie aus Kohle, Erdöl oder Holz hergestellt wurden.
1973 und 1979 kamen zwei Erdölkrisen. Das Öl wurde teurer. Daraus resultierte ein effizienterer Einsatz von Energie, der bis heute in geringem Umfang nachwirkt.

### Erdölkrise bis heute
Während der Ölkrise erkannte man die starke Abhängigkeit vom Erdöl. Darum begann ein Trend zu Alternativenergien. Zum Beispiel wurde auch Strom und Wärme aus der Abfallverbrennung und aus Abwasserreinigungsanlagen produziert. Eine gewisse Diversifizierung findet seither auch statt durch die vermehrte Nutzung von Erdgas als Ersatz für die Ölheizung. Heute setzt man vor allem auf Energiesparen und erneuerbare Energien, wie Sonnenenergie, Windenergie oder Biomasse, deren Anteil am Gesamtverbrauch allerdings gering ist. Mit 215'230 TJ wurde im Jahr 2010 ein Höchststand beim Elektrizitätsverbrauch verzeichnet, seither blieb dieser kontinuierlich hoch. Der Höhepunkt beim Treibstoffverbrauch wurde mit 299'850 TJ im Jahr 2012 erreicht. Auch dieser blieb seither konstant hoch, bis er ab 2020 infolge der COVID-19-Pandemie in der Schweiz um etwa 20 % zurückging.
Im Jahr 2017 waren Erdöl mit 39,4 % und Gas mit 20,7 % nach wie vor die wichtigsten Energieträger bei Gebäudeheizungen. Bei der Warmwasserversorgung waren Elektrizität mit 32,7 %, Heizöl mit 26,7 % und Gas mit 16,7 % die wichtigsten Hauptenergieträger. Im Jahr 2020 stammte 15,1 % des Energieverbrauchs aus Erdgas, wovon Russland 47 % lieferte. Das importierte Rohöl kam in jenem Jahr hauptsächlich aus Nigeria und den USA. 2021 wurde mit 122'280 TJ ein neuer Höchststand beim Gasverbrauch erreicht. Im Jahr 2022 fiel der Energie-Unabhängigkeitstag auf den 12. April. Seither ist die Schweiz rein rechnerisch auf Importe angewiesen, um den Energieverbrauch der Schweiz zu decken.